# ЖНБЛ в сезоне 1990
Сезон ЖНБЛ 1990 — 10-й сезон женской национальной баскетбольной лиги, по окончании которого чемпионом, в первый раз, стала команда «Норт-Аделаида Рокетс».
В регулярном чемпионате приняло участие тринадцать команд, на одну больше, чем в прошлом. Но на самом деле в прошедшем сезоне тоже выступали тринадцать команд, так как команда «Перт Брейкерс» снялась с чемпионата ещё в середине турнира, после 13 проведённых встреч. Изменилась сетка финалов, так как лига перешла от классической, олимпийской системы плей-офф, к системе Пейджа. Регулярный же чемпионат в этом сезоне стартовал 21 апреля, а завершился 23 сентября, MVP которого была признана форвард команды «Буллин Бумерс», Дебби Слиммон. Тренер команды «Австралийского института спорта», Дженни Чисман, была признана тренером года, её подопечная Триша Фэллон — лучшим молодым игроком. Официально же сезон 1990 года завершился 13 октября, когда команда «Норт-Аделаида Рокетс» переиграла в финальной игре команду «Хобарт Айлендерс» со счётом 72:57, а MVP финала была признана форвард «Рокетс» Донна Браун.

## Регулярный чемпионат
И = Игр, В = Выигрышей, П = Поражений, П% = Процент выигранных матчей
| Регулярный сезон |                               |    |    |    |      |
| #                | Команда                       | И  | В  | П  | П%   |
| 1                | Норт-Аделаида Рокетс          | 24 | 22 | 2  | 91,7 |
| 2                | Хобарт Айлендерс              | 24 | 19 | 5  | 79,2 |
| 3                | Буллин Бумерс                 | 24 | 17 | 7  | 70,8 |
| 4                | Нанавадинг Спектрес           | 24 | 17 | 7  | 70,8 |
| 5                | Мельбурн Тайгерс              | 24 | 17 | 7  | 70,8 |
| 6                | Австралийский институт спорта | 24 | 16 | 8  | 66,7 |
| 7                | Сидней Брюинз                 | 24 | 13 | 11 | 54,2 |
| 8                | Перт Брейкерс                 | 24 | 10 | 14 | 41,7 |
| 9                | Брисбен Блэйзерс              | 24 | 9  | 15 | 37,5 |
| 10               | Уэст-Аделаида Беаркэтс        | 24 | 6  | 18 | 25,0 |
| 11               | Канберра Кэпиталз             | 24 | 5  | 19 | 20,8 |
| 12               | Коберг Кугэрз                 | 24 | 3  | 21 | 12,5 |
| 13               | Норланга Тайгерс              | 24 | 2  | 22 | 8,3  |

## Финалы
| Полуфиналы       | Полуфиналы           | Полуфиналы |  |          | Предварительный финал | Предварительный финал    | Предварительный финал    |                          |                           | Большой финал             | Большой финал             | Большой финал |
| ---------------- | -------------------- | ---------- |  | -------- | --------------------- | ------------------------ | ------------------------ | ------------------------ | ------------------------- | ------------------------- | ------------------------- | ------------- |
|                  |                      |            |  |          |                       |                          |                          |                          |                           |                           |                           |               |
| 28 сентября 1990 |                      |            |  |          |                       |                          |                          |                          |                           |                           |                           |               |
| 1                | Норт-Аделаида Рокетс | 65[a]      |  |          |                       |                          |                          |                          |                           |                           |                           |               |
| 2                | Хобарт Айлендерс     | 68         |  |          |                       |                          |                          |                          |                           |                           |                           |               |
|                  |                      |            |  |          | 5 октября 1990        | 5 октября 1990           | 5 октября 1990           |                          | 13 октября 1990           | 13 октября 1990           |                           |               |
|                  |                      |            |  |          | 1                     | Норт-Аделаида Рокетс     | 79[a]                    |                          | 2                         | Хобарт Айлендерс          | 57[a]                     |               |
|                  |                      |            |  |          | 4                     | Нанавадинг Спектрес      | 70                       |                          |                           | 1                         | Норт-Аделаида Рокетс      | 72            |
| 28 сентября 1990 |                      |            |  |          |                       |                          |                          |                          |                           |                           |                           |               |
| 3                | Буллин Бумерс        | 69[a]      |  |          |                       |                          |                          |                          |                           |                           |                           |               |
| 4                | Нанавадинг Спектрес  | 89         |  | Легенда: | Легенда:              | Посев победившей команды | Посев победившей команды | Посев победившей команды | Посев проигравшей команды | Посев проигравшей команды | Посев проигравшей команды |               |

## Лидеры сезона по средним показателям за игру
| Показатель                       | Игрок           | Команда              | Всего   | Игры | В среднем |
| -------------------------------- | --------------- | -------------------- | ------- | ---- | --------- |
| Очков в среднем за игру          | Дебби Слиммон   | Буллин Бумерс        | 535     | 24   | 22,3      |
| Подборов в среднем за игру       | Дебби Слиммон   | Буллин Бумерс        | 328     | 24   | 13,7      |
| Передач в среднем за игру        | Мишель Лэндон   | Сидней Брюинз        | 175     | 24   | 7,3       |
| Перехватов в среднем за игру     | Мишель Тиммс    | Нанавадинг Спектрес  | 68      | 20   | 3,4       |
| Блок-шотов в среднем за игру     | Сара Салливан   | Коберг Кугэрз        | 50      | 20   | 2,5       |
| Процент точных бросков с игры    | Рэйчел Спорн    | Норт-Аделаида Рокетс | 119/198 | 20   | 60,1      |
| Процент точных 3-очковых бросков | Вики Дэлди      | Норт-Аделаида Рокетс | 19/43   | 24   | 44,2      |
| Процент точных штрафных бросков  | Сэнди Бронделло | Сидней Брюинз        | 31/34   | 21   | 91,2      |

## Награды по итогом сезона
- Самый ценный игрок женской НБЛ: Дебби Слиммон, Буллин Бумерс
- Самый ценный игрок финала женской НБЛ: Донна Браун, Норт-Аделаида Рокетс
- Лучший молодой игрок женской НБЛ: Триша Фэллон, Австралийский институт спорта
- Лучший оборонительный игрок женской НБЛ: Карен Далтон, Сидней Брюинз
- Лучший снайпер женской НБЛ: Дебби Слиммон, Буллин Бумерс
- Тренер года женской НБЛ: Дженни Чисман, Австралийский институт спорта

- Сборная всех звёзд женской НБЛ:
  - З Мишель Тиммс (Нанавадинг Спектрес)
  - З Вики Дэлди (Норт-Аделаида Рокетс)
  - Ф Кэти Фостер (Хобарт Айлендерс)
  - Ф Донна Браун (Норт-Аделаида Рокетс)
  - Ф Дебби Слиммон (Буллин Бумерс)

## Комментарии
- a  В основном источнике по теме содержится грубая ошибка: в рассматриваемом сезоне (страница 100) в финалах указаны результаты игр навылет сезона 1988 года (страница 98), соответственно и клубы указаны не те, что играли в плей-офф[1], а правильный результат большого финала (72:57) всё же удалось найти[2]. Порывшись в архивах, всё-таки удалось найти правильные результаты, а финалы в этом сезоне также проходили по системе Пейджа[3].